# 徐堪
徐堪（1888年1月1日—1969年7月29日）原名徐代堪，字可亭，四川省三台县人，中華民國官員，歷任糧食部部長、財政部部長兼中央銀行總裁。與政學系關係密切。國共內戰後期，隨中華民國政府遷徙至台灣。

## 生平

### 早年
1906年春，徐代堪進入成都通省師範學堂唸書。
1907年，加入加入中國同盟会四川支部，自此參與革命。同年9月，參加反清蜂起計劃，但事前消息走漏，逃亡到陝西省。爾後在接受同盟會的指示時，在國內各地從事革命活動、回到四川。
1910年，開始進入四川高等警官學堂就讀。
1911年夏天，四川鐵路的保路運動爆發，徐代堪也參加其中。同年11月，蜀軍政府在重慶成立，徐堪參加，出任蜀軍第4標標統。

### 中華民國成立後
1913年8月，二次革命爆發，革命派熊克武、楊庶堪等共同起兵反對袁世凱，敗北後逃入上海。這個時候，將本名「代堪」改成一個字為「堪」。護國戰爭之際，從事反袁活動。
1918年，徐堪回到四川省，出任川滇靖國軍第1路司令部軍需処長縣江北縣縣長長。
1919年，經過補選，成為中華民國北洋政府統治下的四川省的國會議員。
1921年4月，至廣州非常國民會議，加入非常大總統孫文（孫中山）的陣營，同時加入中國国民党。
1922年以後，在北京從事與中國國民黨有關的活動。
1924年冯玉祥在北京發動甲子政变（又稱北京政變）後，任徐堪為北洋政府農工部商品陳列所所長。

### 財政部門的抬頭
孫文死後，徐堪成為中國國民黨黨內派系西山會議派的一員。
1927年，上海四一二政變後，蔣介石任命徐堪為國民政府轄下的上海交易所监理官、金融管理局副局长等職。
1928年3月，金融管理局的錢幣司改組，徐以副司長留任。同年12月，徐昇任司長。1933年，兼任公債司司長。
1935年5月，又昇格為財政部政務次長兼銭幣司司長。1939年，也兼任四聯總處秘書長。
到了這個地位，徐堪在中央銀行的地日漸重要，盡力推動幣制改革、發行公債等工作，得到蔣介石、宋子文、孔祥熙等人的信任。
1935年11月，被選為中國國民黨第5期中央執行委員兼中央政治会議財政専門委員会主任委員。
1941年5月，行政院要發展全國糧食管理局，並改組為糧食部，由徐擔任行政院糧食部部長，一直做到1945年，主導戰時的糧食政策。1946年1月1日，徐堪獲頒一等景星勳章:7943。
1948年，財政部長王雲五推動的金圓券政策失敗下臺後，徐堪向蒋介石提出銀圓券政策。同年11月、徐繼任財政部長，同時兼中央銀行總裁。
1949年3月，讓部長之職給劉攻云，同年6月回歸。同年7月，開始在廣州發行銀圓券，由於國民黨在國共內戰中節節敗退，銀圓券價值瞬間暴跌。同年10月，徐辭職。

### 晚年
1949年末，逃往香港、又搬到美國。
1959年，遷移到臺灣，仍擔任中國國民黨黨職，擔任中國國民黨中央評議委員、國民大會憲政研討会常務委員等職。
1969年7月29日，病逝於臺北。

## 荣誉
- 一等景星勋章（1946年1月1日批准[2]）